# Charles Elmé Francatelli
Charles Elmé Francatelli (Londres, 1805 - Eastbourne,10 de agosto de 1876) fue un cocinero británico, autor de  libros de cocina muy populares en la época victoriana, entre los que destaca The Modern Cook (La cocina moderna). Se formó en París con Marie-Antoine Carême y se convirtió en uno de los chefs más reconocidos de Londres, sucediendo al cocinero francés Louis Eustache Ude en el Crockford's Club y a Alexis Soyer en el Reform Club. A principios de la década de 1840, fue jefe de cocina de la reina Victoria. Además de cocinar para las clases altas, Francatelli intentó ayudar a los miembros más pobres de la sociedad a alimentar a sus familias, plasmando su inquietud en A Plain Cookery Book for the Working Classes, de 1852, un libro de recetas con ingredientes económicos.

## Biografía
Francatelli era hijo de Nicholas Francatelli, un mayordomo de ascendencia italiana. Se formó en París con Antonin Carême, el fundador de la alta cocina francesa, antes de regresar a Inglaterra, donde trabajó como jefe de cocina del conde de Chesterfield. Más adelante trabajó en el mismo puesto con otros aristócratas como el conde de Dudley, Lord Kinnaird o Rowland Errington.
En 1838 pasó de las casas aristocráticas al club de caballeros Crockford's en St James's como maître, substituyendo a Louis Eustache Ude. Dejó Crockford's para convertirse en jefe de cocina de la reina Victoria el 9 de marzo de 1840. Contaba con dos jefes de cocina adjuntos y veinticuatro cocineros a su servicio. El 31 de marzo de 1842 dejaba el cargo en la casa real y años más tarde fue nombrado director culinario del Coventry House Club en Piccadilly desde su apertura, el 1 de junio de 1846, hasta su cierre el 25 de marzo de 1854, entrando luego como jefe de cocina en el Reform Club de 1854 a 1861, como substituto del reputado cocinero Alexis Soyer .
De 1863 a 1870 fue director general del St James's Hotel, en la esquina de Berkeley Street y Piccadilly y, simultáneamente, fue jefe de cocina del príncipe y la princesa de Gales en Marlborough House.
En agosto de 1870, Francatelli se casó con Elizabeth Cooke. Falleció el 10 de agosto de 1876 en el número 1 de Cavendish Place, Eastbourne, Sussex.

## Obras
Publicó su primer libro de cocina, The Modern Cook, en 1846, anunciándose en la portada como «discípulo del célebre Carême y ex Maître d'Hôtel y Jefe de Cocina de Su Majestad la Reina»; en 1852 publicó A Plain Cookery Book for the Working Classes (Un libro de cocina sencillo para las clases trabajadoras); en 1861 The Cook's Guide and housekeeper's & Butler's Assistant (La guía del cocinero y el asistente del ama de llaves y del mayordomo), y un año después The Royal English and Foreign Confectionery Book (El libro real de confitería inglesa y extranjera).